# Erythropoetische Protoporphyrie
Die erythropoetische Protoporphyrie (EPP) ist eine seltene, hereditäre Stoffwechselstörung der Hämsynthese und zählt zu der Gruppe der Porphyrien. Die Krankheit äußert sich hauptsächlich durch eine schmerzhafte (Sonnen-)Lichtempfindlichkeit; gelegentlich auch durch eine Photodermatose. Die ersten Symptome zeigen sich meistens zwischen dem ersten und 10. Lebensjahr und äußern sich in Vermeidungsverhalten gegenüber Sonnenlicht und Hyperaktivität der Kinder. In 20–30 % der Fälle kann es zu einer leichten Beeinträchtigung der Leberfunktion kommen. Bei 5 % der Betroffenen treten schwere Leberschäden auf, woraufhin eine Lebertransplantation nötig wird.

## Pathogenese
Biochemie:

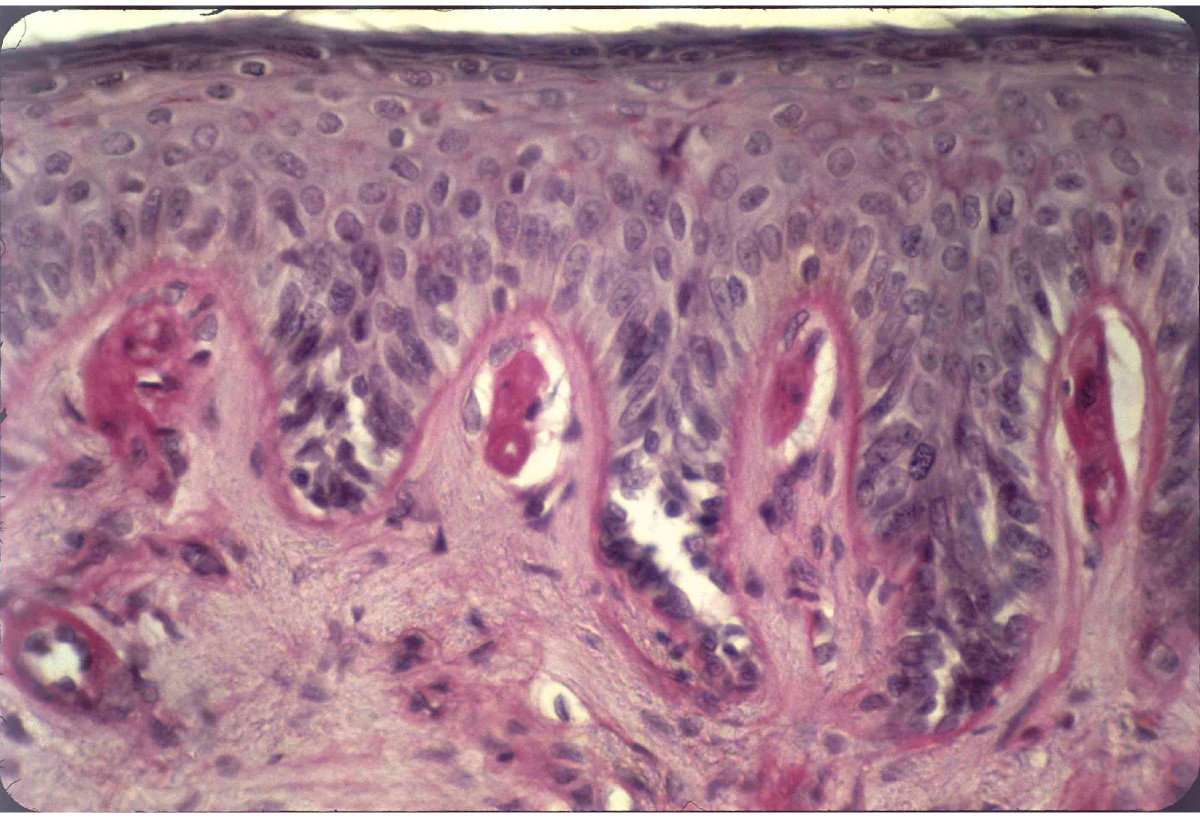
Histologischer Befund (Haut)

Das Enzym Ferrochelatase ist verantwortlich für den letzten Schritt der Herstellung des roten Blutfarbstoffes, des Häm b. Das Häm entsteht durch den Einbau eines Eisen(II)-Ions in den Protoporphyrinring, seine Hauptaufgabe ist der Transport des Sauerstoffs im Blut. Ist beispielsweise durch eine Mutation die Aktivität der Ferrochelatase eingeschränkt, können nicht genügend Eisenionen eingebaut werden und die Vorläufersubstanz, das namensgebende Protoporphyrin, reichert sich in den roten Blutkörperchen, dem Blutplasma und der Leber an. Man geht davon aus, dass eine Reduktion der Ferrochelatase-Aktivität auf unter 30 % nötig ist, damit sich eine EPP ausbildet.
Phototoxizität:
Das ringförmige Protoporphyrin ist für die Lichtunverträglichkeit verantwortlich. Die Haut der Betroffenen reagiert am sensibelsten auf Licht im Bereich der Wellenlänge von etwa 400 Nanometer, da Protoporphyrin Licht von dieser Wellenlänge besonders gut absorbiert: Die Hauptabsorptionsbande von Protoporphyrin liegt bei 400 nm (UV-A-Strahlung / Soret-Bande), weitere Absorptionsbanden existieren zwischen 500 und 625 nm. Die Protoporphyrinmoleküle gelangen durch Lichtabsorption in einen energetisch angeregten Zustand, durch Abgabe der Energie entstehen Sauerstoffradikale, die Strukturen im Gewebe angreifen und zerstören können (Oxidativer Stress). Entzündungsreaktionen und Einbeziehung des Immunsystems sind die Folge (Jucken und Anschwellen der dem Sonnenlicht ausgesetzten Haut).
Genetik:
Die Vererbung bei der EPP erfolgt autosomal-rezessiv, wenn diese durch Mutationen des FECH-Gens verursacht ist. In seltenen Fällen ist eine EPP auf Mutationen im ALAS2-Gen zurückzuführen, die Krankheit wird dann X-Chromosomal vererbt.
Leberbeteiligung:
Protoporphyrin ist nicht in Wasser löslich und kann daher nicht mit dem Urin aus dem Körper entfernt werden. In der Leber wird das Protoporphyrin in eine transportierbare Form umgewandelt und dann mit dem Stuhl ausgeschieden. Wird zu viel Protoporphyrin aus dem Blut in die Leber geschwemmt, kann die Kapazität des Organs überlastet werden und es kommt zu kristallinen Einlagerungen in den Leberzellen. Diese Ablagerungen schädigen die Zellen der Gallenkanälchen und beeinträchtigen dadurch die Abgabe der Gallenflüssigkeit. Häufig entstehen fluoreszierende Gallensteine.
Bis zu 5–10 % der Betroffenen entwickeln darüber hinaus lebensbedrohliche Leberkomplikationen. In einem frühen Stadium der Leberbeteiligung steigt die Konzentration des Protoporphyrins in den roten Blutkörperchen und dem Blutplasma nachweisbar an, zudem findet sich vermehrt das Umwandlungsprodukt Koproporphyrin Isomer I im Urin. Im fortgeschrittenen Stadium entwickelt sich eine Gelbsucht, bedingt durch eine Leberzirrhose. Weshalb nur 5–10 % der von EPP Betroffenen eine schwere Leberfunktionsstörung entwickeln, ist noch nicht abschließend geklärt. Es gibt Hinweise darauf, dass Leberzellen Entgiftungsmechanismen besitzen, um eine erhöhte Belastung tolerieren zu können. Fehlt diese Fähigkeit, ist die Leber sensibler für die toxische Wirkung des Protoporphyrins. Mutationen in bestimmten Abschnitten des Ferrochelatase-Gens scheinen eine Leberbeteiligung zu begünstigen.

## Symptome

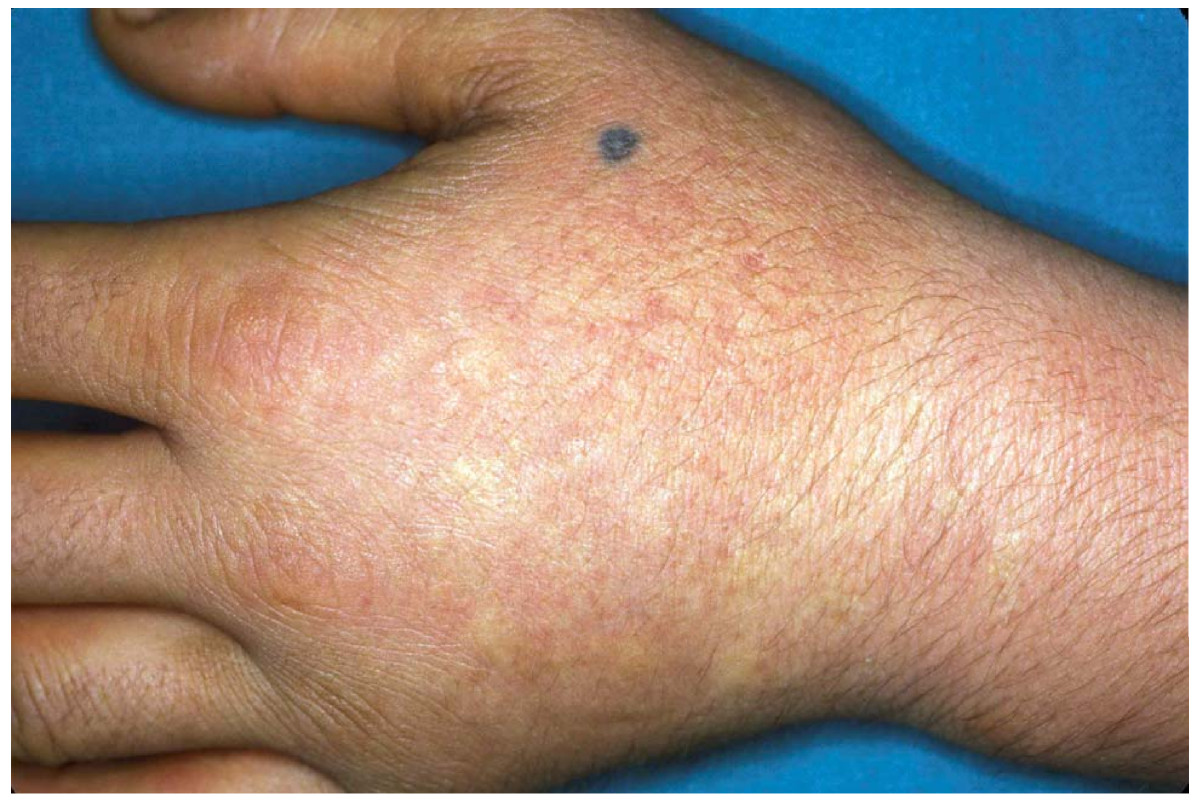
Ödem und Erythema bei akuter photosensitiver Reaktion in EPP

Schmerzen nach Licht-/Sonnenexposition
Das Hauptsymptom der EPP tritt meist ab dem 10. Lebensjahr auf und zeichnet sich durch Brennen, Kribbeln oder Jucken bei Sonnenexposition aus; dies kann innerhalb von wenigen Minuten bis hin zu Stunden nach der Exposition eintreten. Auch künstliches Licht kann Schmerzen und Phototoxizität auslösen. Bei vielen Betroffenen treten zudem sichtbare Veränderungen der Haut auf, vor allem Ödeme, Blasenentwicklung und Röten; nicht bei allen Betroffenen treten diese sichtbare Hautveränderungen jedoch ein. Symptome können Stunden bis hin zu Tagen nach der initialen Exposition persistieren.
Ist der Betroffene der persönlichen Schwellendosis an Licht ausgesetzt gewesen, werden auch andere Reize wie Luftzug oder Kälte als unangenehm und schmerzhaft empfunden. Kann der Aufenthalt in der Sonne nicht abgebrochen werden, steigern sich die Symptome zu einem äußerst schmerzhaften, brennenden Hitzegefühl. Die Betroffenen versuchen durch Kühlung die Symptome zu lindern, häufig werden Gegenstände aus Metall oder Glas an die betroffenen Hautstellen gehalten oder mit (fließendem) kalten Wasser gekühlt. Wärme, auch (die eigene) Körperwärme, wird als schmerzhafte Hitze empfunden.
Dauerhafte Veränderungen
Nach wiederholter Exposition und Phototoxizität können chronische Hautveränderungen eintreten (u. a. Lichenifikation, abweichende Pigmentierung, Vergröberung des Hautreliefs (lichenoide Infiltrate)). Am meisten sind die dorsalen Flächen der Hand und das Gesicht betroffen.
Psychosomatische Symptomatik
Die ausgelösten Schmerzen können dazu führen, dass Betroffene unter Schlaflosigkeit, Gereiztheit und motorischer Unruhe leiden.
Besonderheiten:
- Da bei den meisten Betroffenen keinerlei sichtbare Symptome auf der Haut auftreten, wird den Patienten oftmals nicht geglaubt. Der dadurch entstehende Anpassungsdruck führt, trotz Schmerzen, häufig zum Verbergen der Symptome (Dissimulation)
- Es sind nur die dem Licht ausgesetzten Hautstellen betroffen.
- Fensterscheiben bieten keinen ausreichenden Schutz. Aus dem gleichen Grund sind die meisten Sonnencremes wirkungslos, da sie vor allem UV-B-Licht filtern.
- In einigen Fällen verschwinden die Symptome teilweise oder vollständig während einer Schwangerschaft, kehren aber nach der Geburt des Kindes wieder zurück. Dies weist auf einen Einfluss von Hormonen auf die Symptome der EPP hin, der Mechanismus ist aber noch nicht geklärt.[5]
- Es gibt einige bisher unverstandene Fälle von Patienten, die von symptomlosen Aufenthalten in Ländern mit hoher Sonnenintensität wie Brasilien, Ägypten, Kuba, Florida und Indien berichten, während sie in Europa regelmäßig Probleme mit der Sonne haben.
- Manchmal kann eine Photo-Onycholysis und ein Verlust der Lunula (Nägel) eintreten.

## Häufigkeit
Die Symptome der EPP treten in der Regel in den ersten Lebensmonaten bis -jahren auf.
Anhand der Verbreitung der genetischen Veranlagung ist in Deutschland schätzungsweise ein Mensch von 100.000 an EPP erkrankt. Bei 80 Mio. Menschen in Deutschland entspricht das 800 Fällen, von denen die allermeisten bisher nicht erkannt sind.
Seltene Fälle von Erstmanifestationen später im Leben sind beschrieben, Ursache sind hier Veränderungen der Blut-Stammzellen im Erwachsenenalter. Im Tierversuch sind einige Substanzen als EPP-auslösend beschrieben.

## Diagnose
Aufgrund ihrer Seltenheit und der im akuten Stadium unsichtbaren Symptome wird die erythropoetische Protoporphyrie oft erst nach vielen Jahren diagnostiziert (im Durchschnitt 16 Jahre nach dem Auftreten der ersten Symptome).
Alle Betroffenen, die an einer pathogenen Reduktion der Ferrochelatase-Aktivität leiden, sind photosensibel – nicht alle entwickeln jedoch sichtbare Hautveränderungen. Bei Kindern macht sich dies durch extremes Vermeidungsverhalten bemerkbar, wie das Rennen durch besonnte Areale zum nächstmöglichen Schatten, das Nutzen geringer Temperaturunterschiede von Materialien zur Kühlung, Unruhe, Schlaflosigkeit und langes Schreien.
Pathognomonisch für die EPP ist eine Erhöhung des freien Protoporphyrinspiegels (im Gegensatz zu Zink-gebundenem Protoporphyrin) in den Erythrozyten; die Messung ist eine sichere Diagnose für EPP.
Zudem kann eine Plasmafluoreszenz-Untersuchung hinzugezogen werden, die zwar nicht so bedeutsam ist, aber eine Bestätigung liefern kann und andere Porphyrie-Erkrankungen ausschließt. Bei einer Anregung von 410 nm tritt bei der EPP eine maximale Fluoreszenzemission bei 634 nm ein. (Bei Porphyria cutanea tarda 617 nm, bei Porphyria variegata 625 nm.)
Differentialdiagnose:
- Eine erhöhte Messung von Zink-gebundenem Protoporphyrin kann auch bei Bleivergiftung, Eisenmangel oder anderen Porphyrieerkrankungen auftreten.
- Andere Erkrankungen, die ausgeschlossen werden müssen: Phototoxische Medikamentenreaktion, Hydroa vacciniforme, Urtikaria solaris, Kontaktdermatitis, Angioödem, andere Arten der Porphyrie.

## Behandlung
Behandlung betroffener Hautstellen
Bereits vorhandene Symptome klingen beim Aufenthalt in dunklen, kühlen Räumen innerhalb von Stunden bis Tagen wieder ab. Von einer Kühlung der betroffenen Hautareale mit Wasser wird abgeraten, da die dadurch erzeugte Linderung nur kurzfristig ist und die Haut austrocknet und leicht einreißt. Das vorsichtige Erwärmen der betroffenen Hautareale mit z. B. warmem Wasser wurde von einigen Patienten als initial sehr schmerzhaft, danach aber hilfreich beschrieben. Schmerzmittel sind in der Regel unwirksam.
Neue Behandlungsansätze
Eine wirkliche Heilung gibt es derzeit nicht; neue Behandlungsansätze werden zurzeit verfolgt und befinden sich in verschiedenen frühen Entwicklungsstufen:
Beta-Carotin: Einige Einzelberichte weisen auf eine eventuelle Wirksamkeit von hohen Dosen von Beta-Carotin hin (Mathews u. a. 1975 ff). Nach einer Metastudie wird die Therapie mittels Betacarotin heute jedoch nicht mehr als geeignete Maßnahme diskutiert (European Porphyria Meeting, Rotterdam, Mai 2007; Metastudie: Minder et al. 2008).
Afamelanotid: Seit 2014 ist für erwachsene EPP-Patienten in der EU die Therapie mit dem Wirkstoff Afamelanotid zugelassen, der die Pigmentierung der Haut anregt und entzündungshemmend wirkt. Seit 2007 wurden weltweit in mehreren placebokontrollierten Studien über 350 Patienten behandelt, zudem wurden in einer Langzeitbeobachtungsstudie bei 115 Italienischen und Schweizer EPP-Patienten über acht Jahre Sicherheit, Behandlungstreue / Gründe für den Behandlungsabbruch und die Lebensqualität gemessen. In der zulassungsrelevanten Studie (Langendonk et al. 2015) konnten sich die Patienten doppelt so lange schmerzfrei direktem Sonnenlicht aussetzen als die unbehandelte Kontrollgruppe.
Wichtigste Maßnahme bleibt nach wie vor die konsequente Vermeidung von Sonnenlicht und zum Teil künstlichen Lichtquellen und entsprechende Kleidung (Handschuhe, Hut, lange Ärmel, Schirm etc.). Da der Hauptauslöser der Symptome das sichtbare Lichtspektrum zwischen violett und blau ist, kommt gelb (Komplementärfarbe) eingefärbten Folien eine besondere Schutzwirkung zu. Sonnencreme mit hohem Lichtschutzfaktor im UV-A Bereich und Mikropigmenten wird empfohlen, deckt jedoch die auslösenden Wellenlängen nicht ausreichend ab. Etwas hilfreich ist dick aufgetragene, handelsübliche abdeckende Kosmetik.
Von Alkohol in größeren Mengen und anderen Leber-belastenden Substanzen wird abgeraten; einer fortgeschrittenen Schädigung der Leber kann nur durch Transplantation begegnet werden.

## Psychosoziale Aspekte
Schwere Vermittelbarkeit
Da bei den meisten Betroffenen keinerlei sichtbare Veränderungen der Haut auftreten, wird das Vorhandensein echter Schmerzen oft vom gesellschaftlichen Umfeld und sogar von Ärzten angezweifelt. Die durch die Sonne hervorgerufenen Schmerzen sind mit keiner bekannten Schmerzart zu vergleichen, was die Vermittlung der Qualität und Intensität der Empfindungen für die Betroffenen äußerst schwierig macht. Dabei ähneln die Umschreibungen („heiße Nadeln, die die Haut durchstechen“ oder „eiskaltes Kribbeln“), die die Betroffenen unabhängig voneinander für die sehr speziellen Empfindungen entwickeln, einander stark.
Soziale Zwänge
Die schwere Vermittelbarkeit der äußerlich unsichtbaren Schmerzen („Stell dich nicht so an...“) führt besonders bei Kindern zu Anpassungsverhalten und Verdrängungsmechanismen. Obwohl die allermeisten Betroffenen schon sehr früh wissen, dass ihnen die Sonne nicht gut tut, setzen sie sich immer wieder potentiell gefährlichen Situationen aus. Erschwerend wirkt sich die oftmals erst im Erwachsenenalter erstellte korrekte Diagnose der EPP aus. Betroffene sind von vielen Betätigungen im Freien ausgeschlossen bzw. immer auf entsprechend auffällige Schutzbekleidung und das Verständnis der Gruppenmitglieder angewiesen.
Auswirkungen auf die Psyche
Die durch die Einschränkungen entstehende Isolation und das Vermeidenmüssen von Sonnenlicht sind für die Betroffen oft schwer zu ertragen. Da die Ursache der Sonnenunverträglichkeit in vielen Fällen erst sehr spät erkannt wird, befürchten viele Betroffene jahrelang, dass ihr Leiden psychisch bedingt sein könnte. Aber auch nach einer Diagnose kann das Wissen um eine mögliche Beeinträchtigung der Leberfunktionen belastend wirken.
Angehörige
Besonders für Familien mit einem erkrankten Kind ist die Situation nicht einfach, oftmals müssen Eltern beispielsweise gleichzeitig auch den Bedürfnissen nicht betroffener Kinder gerecht werden. Das Gefahrenpotential des Tageslichtes schwankt und ist für Nichtbetroffene äußerst schwer abzuschätzen. War das Kind bereits zu lange dem Licht ausgesetzt und zeigt erste Symptome, ist die Sensibilität für Körperwärme meist schon so hoch, dass körperliche Nähe als schmerzhaft empfunden wird. Jeder körperliche Kontakt, gut gemeint, verschlimmert die Symptome und wird für das Kind zur Belastung. In der Partnerschaft kann die EPP belastend wirken, da sich die Betroffenen bei Ausbruch der Symptome oft zurückziehen oder reizbar und unruhig werden.

## Verwandte Themen
Die Photodynamische Therapie zur Behandlung verschiedener Krebsarten (v. a. Hautkrebs) beruht auf demselben zellschädigenden Effekt, den Protoporphyrin auch bei EPP hat: Dabei werden Krebszellen dazu angeregt, Protoporphyrin zu bilden und zu speichern. Danach werden die Areale sichtbarem Licht ausgesetzt, wodurch die Krebszellen selektiv zerstört werden. Die Reaktion gleicht in allen Symptomen einer EPP, die Behandelten klagen über ähnliche Schmerzwahrnehmungen und -intensitäten.